# Mns.Alue
Mns.Alue is een bestuurslaag in het regentschap Aceh Utara van de provincie Atjeh, Indonesië. Mns.Alue telt 882 inwoners (volkstelling 2010).